# Sports-bh
En sports-bh eller en sportsbrystholder er et stykke undertøj, der bruges af kvinder, når de anstrenger sig fysisk, især i forbindelse med sportsudøvelse. Sports-bh'en er en variant af brystholderen, der fokuserer særligt på at minimere bevægelserne af brysterne, at give bedre komfort samt at nedsætte risikoen for at få skader i brystvævet.
| Tøj | Spire Denne artikel om tøj, sko eller lignende er en spire som bør udbygges. Du er velkommen til at hjælpe Wikipedia ved at udvide den. |